# جورج إيلدر
جورج إيلدر (بالإنجليزية: George Elder)‏ هو لاعب كرة قاعدة أمريكي، ولد في 10 مارس 1921 في لبنان في الولايات المتحدة.

## وصلات خارجية
- جورج إيلدر على موقعبيزبول رفرنس.كوم (الدوري الرئيسي) (الإنجليزية)
- جورج إيلدر على موقعبيزبول رفرنس.كوم (الدوري الثانوي) (الإنجليزية)